# Kizen Sasaki
Kizen Sasaki (japanisch 佐々木喜善, Sasaki Kizen), manchmal auch Sun-Hee Sasaki oder Kyōseki Sasaki (5. Oktober 1886 – 29. September 1933), war ein japanischer Folklorist und Autor, dem manchmal der Beiname „Japanischer Grimm“ gegeben wurde. Erzählte er zunächst als Gewährsperson für Kunio Yanagita, sammelte er später selbst verschiedene Volkserzählungen. 100 Jahre nach dem ersten Erscheinen der „Kinder- und Hausmärchen“ startete er in Japan das Bestreben, die mündliche Erzähltradition systematisch zu sammeln und zu erhalten. Er prägte nicht nur den japanischen Begriff des Märchens, »mukashi banashi«, sondern gab wichtige Impulse für die Entwicklung der wissenschaftlichen Volkskunde und Märchenforschung.

## Leben
Kizen Sasaki wurde am 5. Oktober 1886 in Japan, in der Gemeinde Tsuchibuchimura, im Kreis Seinan-Heigun, in der Präfektur Iwate geboren – heute ein Stadtteil von Tōno. Da sein Vater vor seiner Geburt starb und seine Mutter neu heiratete, wurde er von seinen Großeltern aufgezogen. Sein Großvater erzählte ihm viele Geschichten und schaffte zahlreiche Bücher an, um seinen Enkel ein Studium zu ermöglichen. Diese frühe Prägung sollte das Leben und Schaffen des Enkels noch maßgeblich beeinflussen.
Obwohl er zunächst seine Ausbildung an einer medizinischen Hochschule begann, wechselte an die Universität in Tokyo, um dort Literatur zu studieren. Unter dem Einfluss der Gespenster- und Geisterromane des populären Schriftstellers Kyoka Izumi publiziert er 1907 sein erstes großes Werk »Nagagutsu« (Stiefel), welches auch von Literaturkritikern hochgelobt wurde. Es folgte die Kurzgeschichte »Tate no ie« (Das Herrenhaus), welche in der Tōno-Region spielt und den ersten Versuch markiert, ländlichen Bräuche und des Volksglaubens seiner Heimat literarisch zu verwerten.
Ein besonderes Schlüsselerlebnis war drei Jahre später das Treffen zwischen Sasaki und dem berühmten Volkskundler und Ethnologen Kunio Yanagita. Dieser war zu dem Zeitpunkt inspiriert von den ersten japanischen Übersetzungen aus den Kinder- und Hausmärchen der Brüder Grimm. Yanagita begeisterten die Erzählungen von Kizen aus dessen Heimatregion und er machte ihn kurz darauf zu seiner ersten Gewährsperson.
Yanagita ergänzte die von Sasaki aufgenommenen Geschichten später mit weiteren in Tōno gesammelten Erzählungen und publizierte sie gebündelt 1910 als »Tōno Monogatari« (Geschichten aus Tōno). In seinem Vorwort schreibt er: »Ich habe diese Geschichten seit Februar 1909 niedergeschrieben, nachdem er sie mir bei einigen abendlichen Besuchen erzählt hat. Kizen ist kein guter Geschichtenerzähler, aber er ist ehrlich und aufrichtig.«
Zuerst mit einer Auflage von nur 350 Stück publiziert, wurde das Buch in kürzester Zeit zu einem riesen Erfolg in ganz Japan, woraufhin Kizen Sasaki selbst Sagen und Volksmärchen aus Tōno und der Umgebung sammelte, wobei er Wert auf die möglichst wortgetreue Wiedergabe und den Erhalt der regionalen Dialekte legte. Das Werk »Tōno Monogatari« stellte eine bedeutende kulturelle Wende in Japan dar. Die »Geschichten aus Tōno« ebneten den Weg für die Sagen-, Legenden- und Märchensammlung Kizen Sasakis, die bald einen massiven Einfluss vor allem auf die japanische Volkskunde hatten. Dabei prägte er nicht nur das Bewusstsein für die Gattung Märchen als solche, sondern auch den japanischen Begriff »mukashi banashi«
Im Herbst 1933 verlor Kizen Sasaki plötzlich das Bewusstsein und erlag seinem Nierenleiden, welches seine Arbeit schon zuvor beeinträchtigt hatte. Er wurde 43 Jahre alt.

## Werke
Kizen Sasaki trug über 800 Volkserzählungen zusammen, die er in sechs Sammlungen herausgab:
-         Märchen aus dem Kreis Esashi, 1922
-         Märchen von Bauern, 1924
-         Märchen aus dem Kreis Shiba, 1926
-         Sagen aus Touoku 1926
-         Nachterzählungen einer alten Frau, 1927
-         Sammlung der Volkserzählungen, die ich gehört habe, 1931
Seine Sammlungen gaben wichtige Anstöße für die Entwicklung der japanischen Volkskunde. Ab 1932 beteiligte er sich bei der Herausgabe der Fachzeitschrift »Minkandenshou« und brachte sich in die Debatten um das entstehende Fach „Möglichkeiten der Erzählforschung und Fragen der Methodik“ ein.